# Pirámide El Tigre
La Pirámide de El Tigre —conocida también como Complejo «Tigre»— es una obra arquitectónica de la América precolombina correspondiente a la civilización Maya. Se encuentra en el sitio arqueológico de El Mirador, en el departamento del Petén, Guatemala. Se cree que los inicios de esta construcción pueden remontarse al 300 a. C. Al igual que toda la antigua ciudad, esta estructura yace oculta en la selva.

## Descripción
El Complejo Tigre tiene arquitectura pública y fue descrito por primera vez en 1967. Se compone por una gran plataforma basal, donde se construyó un gran basamento piramidal conocida como «estructura 4D3-5», de 150 m x 145 m x 30 m, ubicado al centro.  En la cima de este basamento se encuentra una plaza de 65 m x 75 m, orientada al este y rodeada por un conjunto de patrón triádico; las estructuras que conforman el conjunto triádico del Complejo Tigre son: 4D3-1 al oeste de la plaza, con 23 m de altura; 4D3-2 al norte y 4D3-3 al sur, con 11 m de altura cada una. La estructura 4D3-4 también se encuentra en esta plaza. Es una plataforma rectangular situada en el límite este de la plaza, a modo de restringir el acceso a la misma; está muy destruida, solamente se conservan definidas dos hileras visibles en
las fachadas oeste y sur.

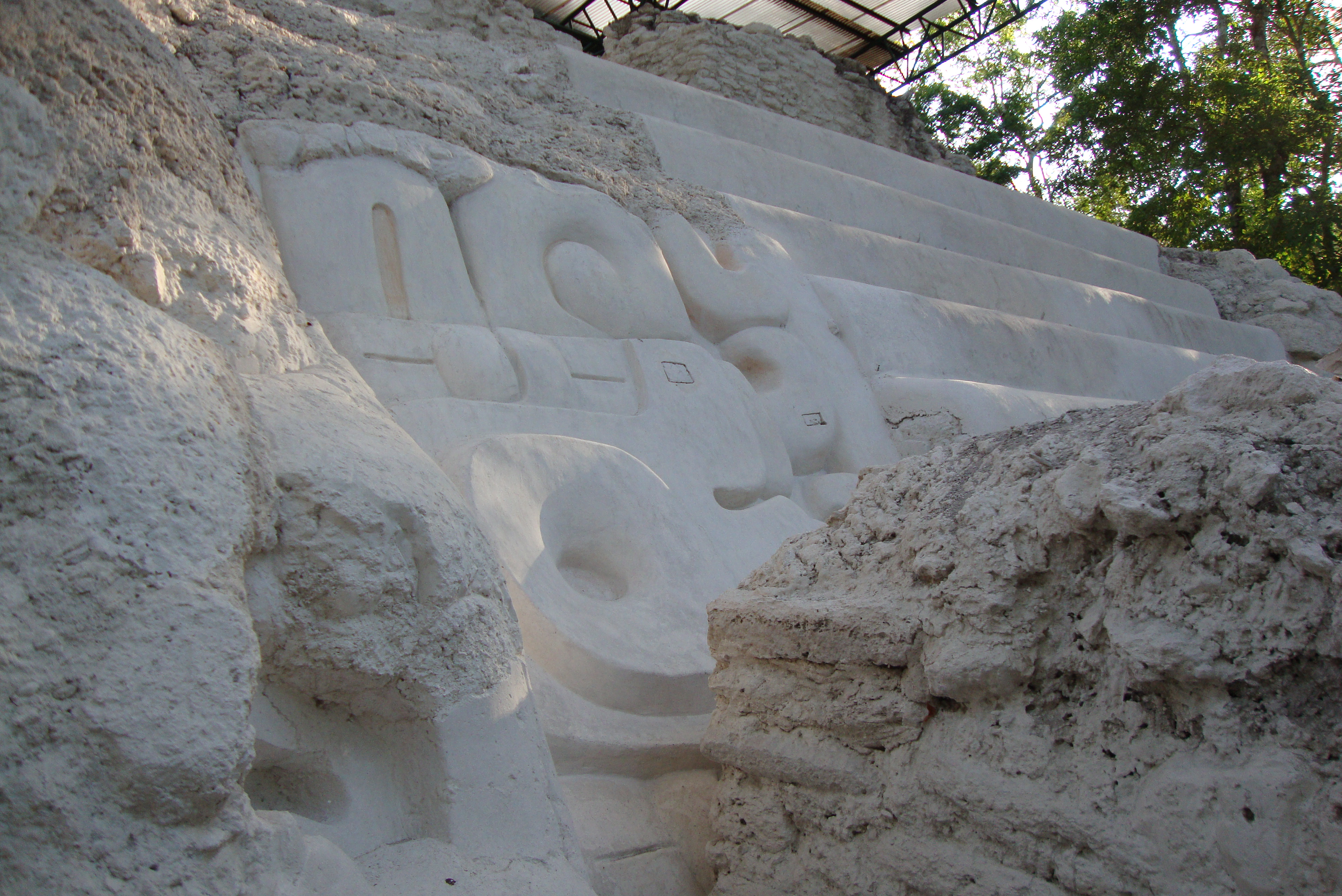
Templo estructura 34.

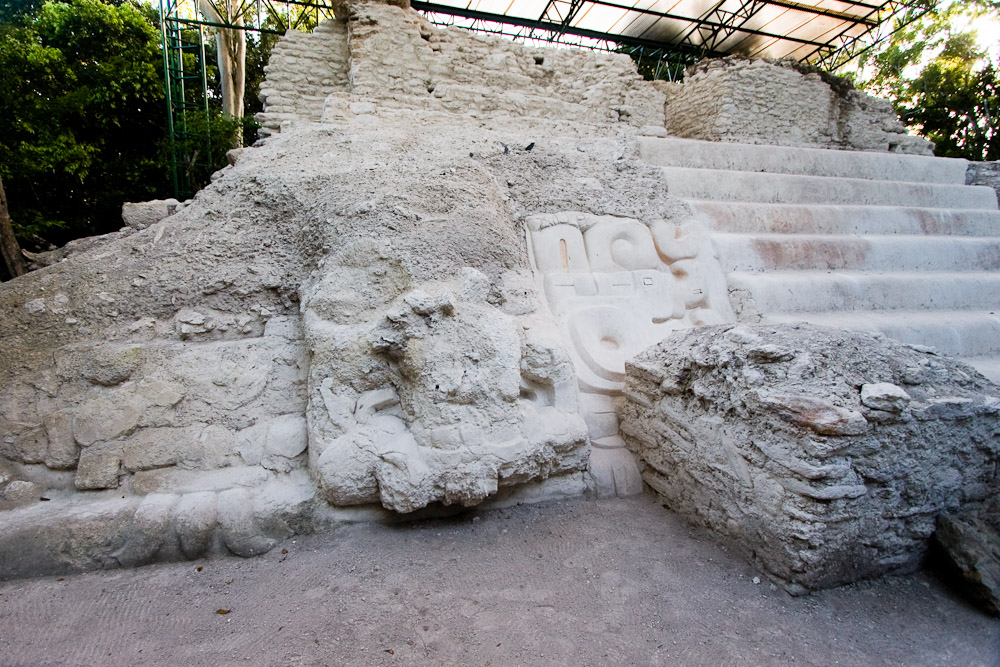
Templo Garra del Tigre, estructura 34.

El basamento que sostiene el conjunto de patrón triádico está rodeado por varias unidades arquitectónicas; al oeste están las estructuras individuales 4D3-7, 4D3-8, 4D3-9, 4D3-10, 4D3-11, 4D4-1, 4D4-2, 4D4-3, 4D4-4 y 4D4-5, algunas de las cuales miden entre 5 y 8 m de altura. Al este se ubica una plaza rectangular denominada Plaza Tigre, que  mide 135 m x 30 m y contiene varias construcciones entre
las cuales hay unas no mayores a medio metro de altura. El límite norte de la Plaza Tigre, se encuentra cerrado por un basamento que sostiene las Estructuras 4D3-6 y 4D3-7, alineadas de este a oeste.  Al sur de la plaza se ubica la estructura 3D3-1, más conocida como «Complejo Estructura 34»  —siguiendo la nomenclatura utilizada por Graham cuando elaboró el mapa del sitio en 1967—, y que ha sido investigada desde el inicio de los trabajos arqueológicos en El Mirador. La base la estructura 34 tiene 9 m de altura con forma de T y sostiene tres templetes dispuestos en forma similar al patrón triádico: la Estructura 3D3-1 se ubica al
sur, con 6 m de altura y las Estructuras 3D3-2 y 3D3-3 en los extremos oeste y este, con 1.5 m de altura cada una. Por otro lado, en el Complejo Tigre también se localizaron dos chultunes, al norte del basamento y al suroeste en la Plaza Tigre.
Las estructuras en el Complejo Tigre son de tipo palacio o residenciales y datan del Preclásico Tardío, aunque existen otras más recientes que datan del Clásico Tardío. Hacia el noroeste del Complejo Tigre se encuentran las Plazuelas A, B, C y D que son residenciales; la Plazuela C está conformada según el Plan de Plaza 2.